# مركز النزاهة العامة
مركز النزاهة العامة (CPI) هو منظمة صحافة استقصائية أمريكية غير ربحية تتمثل مهمتها المعلنة في «الكشف عن إساءة استخدام السلطة والفساد والتقصير في أداء الواجب من قبل المؤسسات العامة والخاصة القوية من أجل حملها على العمل بأمانة ونزاهة ومساءلة ووضع المصلحة العامة في المقام الأول». مع أكثر من 50 موظفًا، يعد CPI أحد أكبر مراكز التحقيق غير الربحية في أمريكا. وقد فازت المنظمة بجائزة بوليتزر لعام 2014 للتقارير الاستقصائية.

## المهمة
مهمة المركز هي «حماية الديمقراطية وإلهام التغيير باستخدام التقارير الاستقصائية التي تكشف خيانة ثقة الجمهور من قبل المصالح القوية».

## تاريخ

### 1989-2004
تم تأسيس المركز في 30 مارس 1989 بواسطة تشارلز لويس، المنتج السابق لـ ABC News وCBS News 60 Minutes .    بحلول أواخر الثمانينيات من القرن الماضي، لاحظ لويس أنه تم استثمار موارد أقل - الوقت والمال والمكان - في التقارير الاستقصائية في الولايات المتحدة من قبل المنافذ الإخبارية والمطبوعات الكبرى. في كتابه المعنون <i id="mwPg">935 أكاذيب: مستقبل الحقيقة وتراجع النزاهة الأخلاقية لأمريكا،</i> روى لويس كيف جند اثنين من الصحفيين الموثوق بهم، أليخاندرو بينيس وتشارلز بيلر - الذين التقى بهم من خلال عمله التلفزيوني - للعمل في مجلس إدارة المركز الناشئ. أصبح الثلاثة غير راضين عما يتم القيام به باسم الصحافة الاستقصائية من قبل المؤسسات الإخبارية المعروفة.  لقد اختاروا اسم النزاهة العامة كطريقة لإثبات "الهدف النهائي للصحافة الاستقصائية" وهو "مساءلة من هم في السلطة وإبلاغ الجمهور عن التشوهات الكبيرة للحقيقة".   في الذكرى السنوية العاشرة لتقريرهم السنوي، وصف بيلر اجتماعاتهم الأولى في "غرفة الاجتماعات - المقاعد الرخيصة في لعبة بالتيمور أوريولز.
في مايو 1990، استخدم لويس الأموال التي جمعها ومنزله كضمان لفتح 1,800 قدم مربع (170 م2) مكتب في واشنطن العاصمة.  في عامه الأول، كانت ميزانية المركز 200000 دولار. في عام 1996، أطلق المركز أول موقع له على الإنترنت، على الرغم من أن المركز لم يبدأ في نشر التقارير على الإنترنت حتى عام 1999.
في أغسطس 2000، نشر المركز قصة بعنوان «Cheney Led Halliburton to Feast at Federal Trough: وزارة الخارجية شككت في الصفقة مع Firm Linked to Russian Mob»، حيث جادل المؤلفان أنه بينما كان ديك تشيني الرئيس التنفيذي لشركة Halliburton - من 1995 إلى 2000 - تلقت الشركة «3.8 مليار دولار في شكل عقود اتحادية وقروض مؤمنة من دافعي الضرائب».  
في عام 2001، تم إطلاق مشروع النزاهة العالمية، وهو مشروع دولي، لتعقب الانفتاح والمساءلة وسيادة القانون بشكل منهجي والإبلاغ عنه في مختلف البلدان. ومنذ ذلك الحين تم دمجها بشكل مستقل.

### 2005-2007
قادت الصحفية روبرتا باسكن المنظمة حتى 24 مايو 2006.

### 2007 حتى الآن
في عام 2007، خلف ويليام بوزينبيرج، نائب الرئيس في American Public Media / Minnesota Public Radio ، محل راولز. تمت مقابلة Buzenberg لأول مرة للمنصب في عام 2004 أثناء عملية التوظيف التي أدت في النهاية إلى اختيار سلفه، روبرتا باسكن.
وفقًا لتقرير صادر عن لويس، «تم تخفيض عدد الموظفين بدوام كامل بمقدار الثلث» في أوائل عام 2007. بحلول كانون الأول (ديسمبر) 2007، انخفض عدد الموظفين المتفرغين إلى 25، بعد أن كان 40 موظفًا  في ذلك الوقت، قال بوزينبيرج: «إنه مكان رائع ورائع، لكنني لن أضلك. . . [لويس] ترك الوسط بصراحة تامة وهو في حالة جيدة من الناحية المالية، ولكن عندما يكون لديك صاحب رؤية يغادر، كيف تستمر؟ الجواب هو» بصعوبة". " 
عارضت باسكن علنًا مزاعم بوزينبيرج في رسالة إلى مجلة American Journalism Review حيث كتبت، «خلافًا لبيان المدير التنفيذي الحالي بيل بوزينبيرج، لم يترك سلفي المركز» في حالة جيدة من الناحية المالية «. تم استخدام الكثير من الأموال التي تم جمعها خلال العام السابق لولايتي لتعويض تجاوزات الميزانية في العديد من المشاريع السابقة. لقد استبدلت مدير التطوير لدينا وجعلت جمع التبرعات أولويتي الأولى، مثلما فعلت بوزنبرغ. بصفتي جامع تبرعات مبتدئ، أفتخر بحقيقة أنني تمكنت من جمع ملايين الدولارات.» 
في عام 2008، فكر لويس في الفترة الانتقالية التي أعقبت استقالته وقال: «يؤسفني ما حدث لموظفيي وحالة المركز. ليس سرا أن لديها سنوات قليلة تحسد عليها. لكن هذا أحد الأسباب التي جعلتني أعتقد أنه من المهم المغادرة. لقد قمت بتأسيسه وتشغيله لمدة 15 عامًا، وفي مرحلة ما يتعين على المؤسس مغادرة المبنى. . . لا أندم على ذلك، أعتقد أنه كان من المهم أن أغادر، لكني أشعر بالسوء حيال المصاعب التي جلبتها للناس الذين أعتقد أنهم العالم.» 
في عام 2019، تم تعيين سوزان سميث ريتشاردسون في منصب الرئيس التنفيذي، لتصبح أول رئيس تنفيذي أمريكي من أصل أفريقي في تاريخ المركز. 